# 鳥取飛翔
鳥取飛翔是一間位於日本鳥取縣的職業足球會，球會根據地為鳥取縣，其中以鳥取市、倉吉市、米子市、境港市為主。
現時在日本職業足球聯賽比賽，主場是位於鳥取市的鳥取市營足球場（とっとりしえいサッカーじょう）。

## 球會歷史
球隊前身為1983年成立的《鳥取教員團足球部》，1989年改名為「SC鳥取」，2000年在中國足球聯賽裡初次獲得冠軍，因此在2001年升級進入日本足球聯賽。
2006年12月，球會改組為營運公司「株式會社SC鳥取」，2007年2月改名為鳥取飛翔、並被承認獲得加盟J聯盟的資格。2010年獲得J聯盟理事會同意入會，2011年起開始在日本職業足球乙級聯賽出賽。
2013年日乙賽季，球會以5勝16和21負敬陪末席。由於在附加賽以0-1輸給了讚岐卡馬達馬尼,確定2014年降級至日本職業足球丙級聯賽。

## 現役球員
註釋：國旗表示球員在國際足聯資格規則定義的國家隊。球員可能擁有一個以上非國際足聯國籍。
| 號碼 |      | 位置 | 球員       |
| ---- | ---- | ---- | ---------- |
| 1    | 日本 | 门将 | 井上敦史   |
| 2    | 日本 | 后卫 | 尾崎瑛一郎 |
| 3    | 日本 | 后卫 | 加藤秀典   |
| 4    | 日本 | 中场 | 服部年宏   |
| 6    | 日本 | 中场 | 小井手翔太 |
| 7    | 日本 | 前锋 | 梅田直哉   |
| 8    | 日本 | 前锋 | 塚野ハメド |
| 9    | 日本 | 中场 | 実信憲明   |
| 10   | 日本 | 前锋 | 阿部祐大朗 |
| 11   | 日本 | 中场 | 宮澤裕樹   |
| 13   | 日本 | 中场 | 美尾敦     |
| 14   | 日本 | 后卫 | 吉野智行   |

| 號碼 |          | 位置 | 球員     |
| ---- | -------- | ---- | -------- |
| 15   | 日本     | 中场 | 内間安路 |
| 16   | 中華臺北 | 中场 | 羅志恩   |
| 17   | 日本     | 后卫 | 鶴見聡貴 |
| 18   | 日本     | 后卫 | 鈴木伸貴 |
| 19   | 日本     | 前锋 | 住田貴彦 |
| 20   | 日本     | 后卫 | 冨山達行 |
| 21   | 日本     | 门将 | 多田大介 |
| 22   | 日本     | 后卫 | 森英次郎 |
| 23   | 日本     | 中场 | 水本勝成 |
| 25   | 日本     | 后卫 | 奥山泰裕 |
| 27   | 中華臺北 | 中场 | 羅志安   |
| 32   | 肯尼亚   | 前锋 | 奧布賴恩 |

## 外部連結
- 球隊介紹 （页面存档备份，存于）
- [永久]